# Azienda iraniana per la produzione di trattori
L'Azienda iraniana per la produzione di trattori (in persiano شرکت تراکتورسازی ایران‎), nota con l'acronimo ITMC (in inglese Iran Tractor Manufacturing Company), è un'azienda attiva nella produzione di trattori, autoarticolati, componenti d'auto e motori Diesel avente sede nella città iraniana di Tabriz. Ha posseduto una squadra di calcio, il Tractor Sport Club, dal 1970 al 2011.
È un'azienda certificata ISO 9001 che ha ricevuto premi per la qualità dei prodotti e per le esportazioni. Esporta 13 diversi prodotti in 10 paesi del mondo.

## Storia
La compagnia nacque nel 1968 a Tabriz, secondo un accordo raggiunto nel 1996 da Iran e Romania per la fondazione di un'azienda di produzione di trattori in Iran. Il primo obiettivo fu fabbricare 10 000 trattori della potenza di 45-65 CV. Nel 1976 Massey Ferguson iniziò ad assemblare trattori alla velocità di 13 000 unità all'anno. Nel 1987 l'azienda si dotò di una più ampia gamma di macchinari da fonderia per aumentare la produzione di pezzi da fusione per varie industrie. Negli anni '90 fu avviata la produzione di piccoli camion e furgoni.